# 2025년 러시아
2025년 러시아의 사건들.

## 현직자
- 대통령: 블라디미르 푸틴
- 총리: 미하일 미슈스틴

## 진행 중
- 러시아-우크라이나 전쟁
  - 러시아의 우크라이나 침공 (2022년~현재)
  - 러시아의 우크라이나 침공 연표 (2025년 1월 1일 ~ 현재)

## 사건

### 1월
- 1월 1일 – 보로네시주에서 밀 밀 Mi-28 헬리콥터가 추락한다.[1]
- 1월 11일 – 우크라이나가 러시아 쿠르스크주 전투 중 북한군 병사 2명을 생포했다고 발표한다.[2]
- 1월 17일 – 이란과 러시아가 "포괄적 전략적 동반자 협정"을 체결한다.[3]
- 1월 23일 – 러시아 스파이 선박 키딘이 시리아 해안에서 화재가 발생했다고 보고된다.[4]
- 1월 29일 – 칼루가주 우소히에서 불법 벌목꾼이 자신을 체포하려는 삼림 관리원들에게 발포하여 삼림 관리원 3명을 죽이고 2명을 인질로 잡은 뒤 자살한다.[5]

### 2월
- 2월 6일 – 유리 보리소프가 푸틴 대통령에 의해 로스코스모스 사무총장직에서 해임되고 곤츠 책임자 드미트리 바카노프가 그 자리를 대신한다.[6]
- 2월 8일 –
  - 로스텔레콤이 소유한 발트해의 해저 케이블이 "외부 충격"으로 인해 손상된다.[7]
  - 모스크바 구 일렉트로자보드 건물에서 발생한 화재로 최소 8명이 부상당한다.[8]
- 2월 9일 – 중국 화물선 안잉 2호가 사할린주 네벨스키군 해안에 좌초되면서 사할린주에 비상사태가 선포된다.[9]
- 2월 11일 –
  - 유럽인권법원이 러시아 정부가 우크라이나 침공에 대한 "조직적인 반대 진압 노력"에 관여했다고 판결한다.[10]
  - 2021년부터 마약 혐의로 러시아에 구금되었던 미국인 교사 마크 포겔이 포로 교환의 일환으로 석방되어 미국으로 송환된다.[11]
- 2월 12일 – 도널드 트럼프 미국 대통령이 푸틴 대통령과의 통화 후 우크라이나 전쟁 종식을 위한 러시아와의 협상 시작을 발표한다.[12]
- 2월 13일 –
  - 러시아 연방보안국은 총격전 끝에 프스코프 기차역 공격을 모의한 테러리스트 그룹 여러 명을 사살했다고 밝힌다.[13]
  - 우랄칼리가 운영하는 페름 변경주 솔리캄스크의 포타시 광산 붕괴 사고로 광부 2명이 사망한다.[14]
  - 사이버 범죄 유죄 판결로 미국에 수감되었던 암호화폐 거래소 운영자 알렉산더 비닉이 포로 교환의 일환으로 석방되어 러시아로 송환된다.[15]
- 2월 17일 – 로스토프주 부지사 콘스탄틴 라찰로프스키가 결국 파산한 재정난 기업에 1억 5,520만 루블(170만 달러)에 달하는 국가 보조금을 지급한 것과 관련하여 권력 남용 혐의로 체포된다.[16]
- 2월 18일 – 러시아와 미국이 사우디아라비아에서 우크라이나 전쟁 종식을 위한 공식 논의를 시작한다.[17]
- 2월 26일 – 볼로그다주 부지사 데니스 알렉세예프가 모스크바에 있는 볼로그다주 대표 사무소장 키릴 보차로프와 함께 1억 루블(110만 달러)의 뇌물 중 일부를 받은 혐의로 체포된다.[18]
- 2월 27일 – 사마라의 사마라주 지역 행정 사무실 입구에 수류탄을 던진 남성이 체포된다.[19]
- 2월 28일 – 러시아 연방보안국이 푸틴과 가까운 러시아 정교회 주교 티혼 셰프쿠노프를 살해하려 모의한 혐의로 교회 관계자 2명을 체포한다.[20]

### 3월
- 3월 3일 – 러시아 연방보안국은 모스크바 지하철과 모스크바에 있는 유대교 종교 시설에 "테러 공격"을 계획한 남자를 총으로 쏴 죽였다고 밝힌다.[21]
- 3월 4일 – 알타이 변경주 자뱔로보의 카페를 나오던 중 자뱔로보군의 수장인 니콜라이 오니셴코가 총에 맞아 사망한다.[22]
- 3월 5일 – 다게스탄 공화국 마하치칼라에서 "대테러 작전" 중 이라크 레반트 이슬람국 무장대원 4명이 사살된다.[23]
- 3월 10일 – 영국 외교관 2명이 간첩 혐의로 러시아에서 추방된다.[24]
- 3월 11일 – 니즈니노브고로드의 한 학교에서 칼부림 사건이 발생하여 학생 2명이 다친다. 용의자 또한 학생이며 체포된다.[25]
- 3월 13일 – 러시아 국방부가 자국군이 우크라이나로부터 쿠르스크주 수자를 탈환했다고 밝힌다.[26]
- 3월 18일 –
  - 우크라이나군이 벨고로드주에 대한 대규모 침공을 시작한다.[27]
  - 유리 베즈두드니가 네네츠 자치구의 주지사직에서 사임한다.[28]
  - 러시아군의 밀 Mi-28 헬리콥터 한 대가 레닌그라드주에서 추락하여 승무원 전원이 사망한다.[29]
- 3월 31일 – 아슈람 샴발라 종파의 창시자 콘스탄틴 루드네프가 인신매매 혐의로 아르헨티나에서 그의 추종자 13명과 함께 체포된다.[30]

### 4월
- 4월 1일 – 푸틴 대통령이 정부, 통신, 은행 부문 직원들의 외국 메시징 애플리케이션 사용을 금지하도록 명령한다.[31]
- 4월 2일 – 이르쿠츠크주 우솔스키군에서 투폴레프 Tu-22M3 폭격기가 추락하여 승무원 4명 중 1명이 사망한다.[32]
- 4월 3일 – 국가두마가 2023년부터 유효한 이유 없이 회의에 불참한 러시아 자유민주당 의원 유리 납소를 제명한다.[33]
- 4월 4일 – 몰도바가 도망자 의원 알렉산드르 네스테로프스키의 탈출을 도운 혐의로 러시아 외교관 3명을 추방한 것에 대한 보복으로 러시아가 몰도바 외교관 3명을 추방한다.[34]
- 4월 8일 – 우크라이나에 인도적 지원을 제공하는 자선 단체에 기부한 혐의로 러시아에 수감되었던 미국-러시아 이중 국적자 크세니아 카렐리나가 아랍에미리트에서 진행된 포로 교환으로 석방되어 미국으로 송환된다. 이 교환에서는 러시아군과 관련된 제조업체에 마이크로일렉트로닉스를 공급한 혐의로 체포된 독일-러시아 이중 국적자 아르투르 페트로프가 석방된다.[35]
- 4월 9일 – 러시아가 3월에 루마니아가 러시아 외교관을 추방한 것에 대한 보복으로 루마니아 국방무관과 그의 부관을 추방한다.[36]
- 4월 17일 –
  - 러시아 대법원이 탈레반을 러시아의 지정 테러 조직 목록에서 삭제한다.[37]
  - 러시아군 총참모부의 전 부총장 바딤 샤마린이 국영 계약과 "일반적인 후원" 대가로 전화 제조 공장에서 3천 6백만 루블(43만 7천 6백 달러)의 뇌물을 받은 혐의로 군법회의에서 유죄 판결을 받고 징역 7년을 선고받는다.[38]
- 4월 22일 – 블라디미르주 키르자치스키군에 있는 제51주 미사일 포병 총국의 병기고에서 폭발이 발생하여 군인 3명을 포함한 4명이 부상당한다.[39]
- 4월 23일 – 산불로 인해 자바이칼 변경주에 비상사태가 선포된다.[40]
- 4월 25일 – 러시아군 총참모부 주작전국의 부국장 야로슬라프 모스칼리크 소장이 모스크바주 발라시하에서 차량 폭탄 테러로 사망한다.[41]
- 4월 26일 – 러시아군이 쿠르스크주에서 우크라이나군을 완전히 소탕했다고 발표한다.[42]

### 5월
- 5월 4일 –
  - 모스크바 야세네보구의 한 아파트에서 폭발이 발생하여 4명이 사망한다.[43]
  - 아제르바이잔 의원 아제르 바다모프가 아스트라한에서 구금된다. 그는 "러시아 공포증" 혐의로 러시아 입국이 금지되었다는 보도가 있었다.[44]
- 5월 5일 – 다게스탄 공화국 마하치칼라에서 총격전이 발생하여 경찰관 3명과 총격범 2명이 사망한다.[45]
- 5월 7일 – 러시아가 베네수엘라와 전략적 동반자 협정을 체결한다.[46]
- 5월 8일 – 알로사가 사하 공화국 미르 광산에서 채굴된 468캐럿짜리 다이아몬드 "위대한 애국 전쟁 승리 80주년"을 러시아에서 가장 큰 다이아몬드라고 발표한다.[47]
- 5월 12일 – 국제 민간 항공 기구가 2014년 동부 우크라이나 상공에서 발생한 말레이시아 항공 17편 격추 사건의 책임이 러시아에 있다고 결론짓는다.[48]
- 5월 13일 – 산불로 인해 부랴티야 공화국에 비상사태가 선포된다.[49]
- 5월 14일 – 모스크바 법원이 선거 감시 단체 골로스의 공동 의장인 그리고리 멜코니얀츠에게 "바람직하지 않은" 단체에서 활동한 혐의로 유죄를 선고하고 징역 5년을 선고한다.[50]
- 5월 16일 –
  - 우크라이나와 러시아가 2022년 이후 터키에서 첫 직접 평화 협상을 개최한다.[51]
  - 케메로보주에 정전이 발생하여 28,000명에게 전기가 끊긴다.[52]
- 5월 19일 –
  - 러시아 연방보안국이 스타브로폴 변경주에서 승리의 날에 경찰관 공격을 모의한 혐의로 9명을 체포했다고 발표한다.[53]
  - 러시아 정부가 국제앰네스티를 "바람직하지 않은 조직"으로 지정한다.[54]
- 5월 23일 – 오룔주 우리츠키군에서 러시아군 밀 Mi-8 헬리콥터 한 대가 훈련 비행 중 추락하여 승무원 전원이 사망한다.[55]
- 5월 26일 – 블라디보스토크에서 유럽연합 외교관이 러시아 보안 요원으로 추정되는 이들에게 폭행당해 부상당한다.[56]
- 5월 28일 – 이르쿠츠크주 바이칼스크의 한 주택에서 칼부림 사건이 발생하여 5명이 사망한다. 가해자도 집에 불을 지른 후 사망한다.[57]
- 5월 31일 –
  - 브랸스크주에서 도로 교량이 철로 위로 붕괴하여 아래에 있던 열차가 탈선, 7명이 사망하고 47명이 부상당한다.[58]
  - 쿠르스크주 젤레즈노고르스키군에서 두 번째 도로 교량이 철로 위로 붕괴하여 아래에 있던 열차가 탈선한다.[58]

### 6월
- 6월 1일 – 우크라이나가 이르쿠츠크주만큼 멀리 떨어진 러시아 공군 기지에 대한 일련의 드론 공격인 스파이더 웹 작전을 개시한다.[59]
- 6월 8일 – 예니세이강 크라스노야르스크 변경주 카자치스키군에서 바지선 두 척을 끄는 선박이 좌초되어 부서지면서 약 79.3톤의 경유가 유출되어 해안선을 따라 50킬로미터에 이르는 기름 유출이 발생하며, 이로 인해 12억 루블(1,530만 달러)의 환경 피해가 발생한다.[60][61]
- 6월 9일 – 크라스노야르스크 시장 블라디슬라프 로기노프가 1억 8천만 루블(230만 달러) 이상의 뇌물을 받은 혐의로 체포된다.[62]
- 6월 17일 – 러시아 대법원이 2018년 이후 선거에 참여하지 않은 시민 이니셔티브 당의 해산을 명령한다. 당시 선거 관리원들은 이 당의 후보 등록을 거부했다.[63]
- 6월 25일 – 러시아 연방보안국이 몰도바를 위해 스파이 활동을 한 혐의로 몰도바 국적자 2명을 체포한다.[64]
- 6월 27일 –
  - 5월 29일부터 시작되어 스타르코프카 강을 오염시킨 원인 불명의 연료 누출로 인해 이젭스크에 비상사태가 선포된다.[65]
  - 러시아 당국이 예카테린부르크에서 아제르바이잔 국적자 2명을 급습하여 사망한 후 모스크바와 아제르바이잔 간에 외교적 분쟁이 발생한다.[66]
- 6월 30일 – 종교 지도자 비사리온이 노보시비르스크 법원에서 Church of the Last Testament(러시아어판)의 추종자들에게 정신적 및 육체적 피해를 입힌 혐의로 징역 12년을 선고받는다.[67]

### 7월
- 7월 1일 –
  - 전 국방부 차관 티무르 이바노프가 공금 39억 루블(5천만 달러)을 횡령한 혐의로 모스크바 시 법원에서 유죄 판결을 받고 징역 13년을 선고받는다.[68]
  - 러시아 항공우주군의 수호이 Su-34 전투폭격기가 니즈니노브고로드주에서 훈련 비행 중 기계적 고장으로 추정되는 사고로 추락한다. 두 명의 승무원은 안전하게 탈출한다.[69]
- 7월 3일 –
  - 러시아 해군 부사령관 미하일 구트코프 소장이 쿠르스크주에서 우크라이나의 미사일 공격으로 추정되는 공격으로 10명과 함께 사망한다.[70]
  - 러시아가 2021년 탈레반이 다시 집권한 이후 탈레반을 아프가니스탄의 합법 정부로 인정한 첫 번째 국가가 된다.[71]
- 7월 7일 –
  - 로만 스타로보이트가 교통부 장관직에서 해임되고 몇 시간 뒤 자살로 추정되는 사망 상태로 발견된다.[72]
  - 전 러시아 방위군 부국장 빅토르 스트리고노프가 케메로보주의 훈련 시설 건설과 관련된 뇌물 수수 혐의로 체포된다.[73]
- 7월 8일 – 러시아 군용 드론 소콜 알티우스가 타타르스탄 공화국에서 훈련 비행 중 다차에 추락한다. 부상자는 보고되지 않았다.[74]
- 7월 9일 – 유럽인권법원이 2014년 동부 우크라이나 상공에서 발생한 말레이시아 항공 17편 격추 사건의 책임이 러시아에 있다고 결론짓는다.[75]
- 7월 11일 – 러시아가 5월에 폴란드가 크라쿠프 주재 러시아 영사관을 폐쇄하기로 결정한 것에 대한 보복으로 칼리닌그라드 주재 폴란드 영사관 폐쇄를 명령한다.[76]
- 7월 14일 –
  - 하바롭스크 변경주 오호츠크 북동쪽에서 밀 Mi-8 헬리콥터가 추락하여 탑승자 5명 전원이 사망한다.[77]
  - 툴라주의 한 리조트에서 번개로 3명이 사망한다.[78]
- 7월 16일 – 러시아 연방 관세청과 러시아 연방보안국이 남미에서 온 바나나 선적물 아래 숨겨진 120억 루블(1억 5천 3백만 달러) 상당의 코카인 820킬로그램을 압수한다.[79]
- 7월 20일 –
  - 캄차카 해안에서 규모 7.4의 지진이 발생하여 쓰나미 경보가 발령되었으나, 이후 별다른 사고 없이 취소된다.[80]
  - 모스크바 법원이 서점 팔라스터와 그 설립자에게 성소수자 “선전물”로 간주되는 책을 판매한 혐의로 벌금을 부과한다.[81]
- 7월 21일 – 사하 공화국에서 광산 노동자들을 태운 버스가 계곡으로 추락하여 13명이 사망하고 20명이 부상당한다.[82]
- 7월 22일 – 텔레그램 기반 언론 매체 바자의 편집장 글레브 트리포노프가 모스크바에서 체포된다.[83]

## 공휴일
출처:
- 1월 1일~7일 – 새해 및 공휴일
- 1월 7일 – 크리스마스 (정교회)
- 2월 23일 – 조국수호의 날
- 2월 24일 – 조국수호의 날 공휴일
- 3월 8일 – 국제 여성의 날
- 3월 10일 – 국제 여성의 날 공휴일
- 5월 1일 – 봄과 노동절
- 5월 9일 – 승리의 날
- 6월 12일 – 러시아의 날
- 11월 4일 – 국민 단결의 날

## 사망
- 1월 1일:
  - 빅토르 알크스니스, 74세, 정치인, 투치코보 시장 (2013년–2015년), 의원 (2000년–2007년), 소련 대리인 (1989년–1991년).[86]
  - 블라디미르 코시흐, 74세, 정치인, 의원 (1993년–1995년).[87]
- 1월 10일: 예브게니아 도브로볼스카야, 60세, 배우 (《여왕 마르곡》, 《운명의 아이러니 2》, 《화성에서 온 남자들》).[88]
- 1월 29일:
  - 바딤 나우모프, 55세, 올림픽 피겨스케이팅 선수 (1992년, 1994년), 세계 챔피언 (1994년)[89]
  - 예브게니아 시시코바, 52세, 올림픽 피겨스케이팅 선수 (1992년, 1994년), 세계 챔피언 (1994년)[89]
- 2월 27일: 보리스 스파스키, 88세, 체스 그랜드마스터, 세계 챔피언 (1969년–1972년).[90]
- 3월 13일: 소피아 구바이둘리나, 93세, 작곡가.[91]
- 3월 21일: 올레크 고르디옙스키, 86세, 국가보안위원회 이중 간첩.[92]
- 4월 5일: 파샤 테크닉, 40세, 래퍼[93]
- 4월 22일: 주랍 체레텔리, 91세, 조지아 출신 조각가, 러시아 예술 아카데미 회장 (1997년 이후)[94]
- 5월 5일: 파벨 카치카예프, 73세, 의원 (2011년 이후)[95]
- 5월 19일:
  - 유리 그리고로비치, 98세, 발레 댄서 및 안무가[96]
  - 유리 블라디미로프, 83세, 발레 댄서 및 안무가[96]
- 6월 4일: 타티아나 사하로바, 51세, 상원의원 (2021년 이후)[97]
- 7월 4일: 안드레이 바달로프, 62세, 트랜스네프트 부사장 (2021년 이후)[98]
- 7월 7일: 로만 스타로보이트, 53세, 쿠르스크주 주지사 (2019년–2024년) 및 교통부 장관 (2024년–2025년)[99]
- 7월 17일: 예브게니 크라사빈, 83세, 과학자[100]
- 7월 18일: 올가 시로티니나, 102세, 언어학자[101]
- 7월 19일:
  - 레제다 샤라피에바, 59세, 가수[102]
  - 엘레나 잠발로바, 38세, 시인[103]
- 7월 22일:
  - 이리나 포드노소바, 72세, 대법원장 (2024년 이후).[104]
  - 미하일 타라센코, 77세, 의원 (2007년 이후).[105]